# ベタ・イスラエル

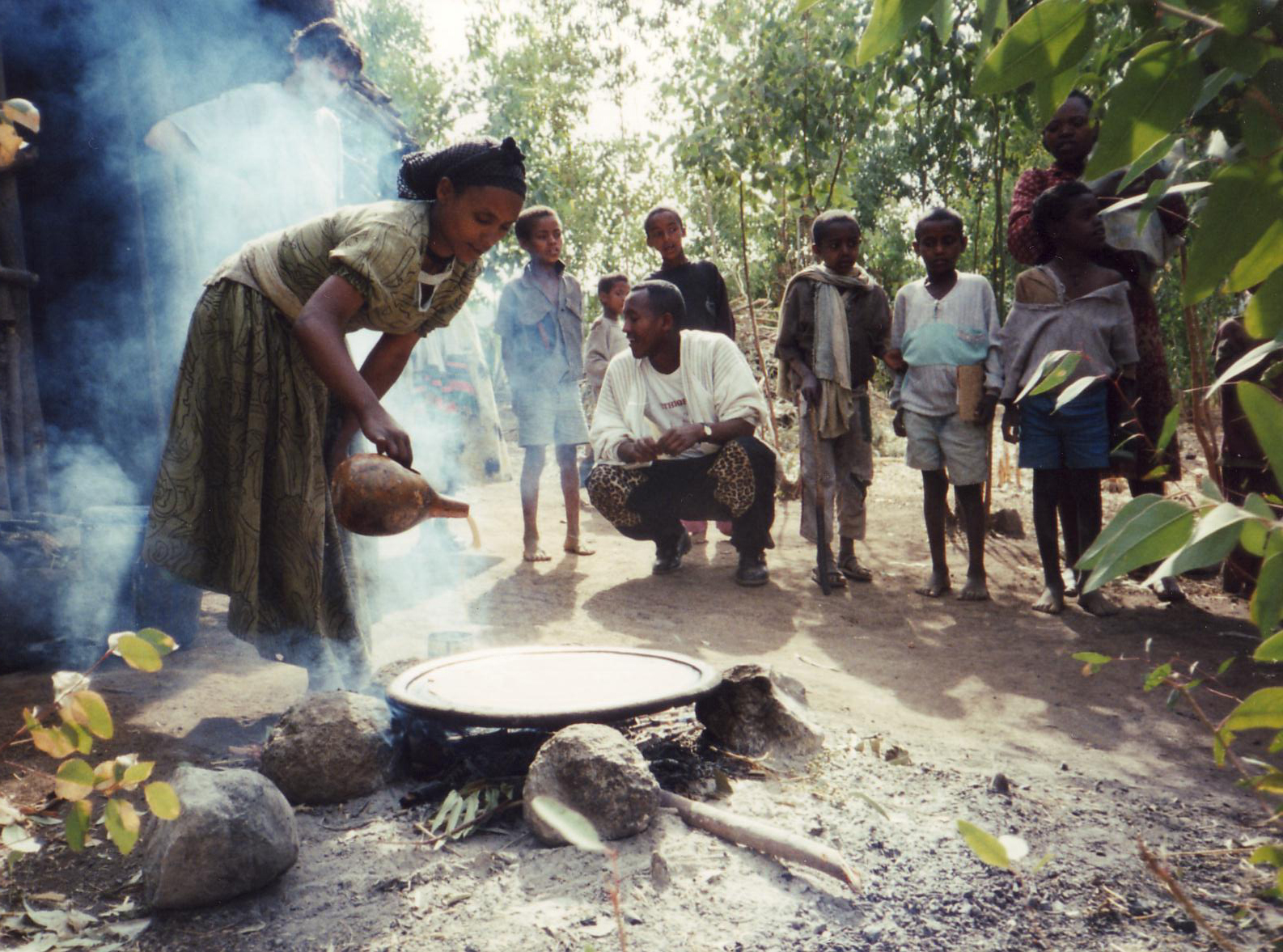
ゴンダールでインジェラを焼くベタ・イスラエルの女性（1996年）

ベタ・イスラエル（Beta Israel、ヘブライ語: ביתא ישראל、ゲエズ語: ቤተ እስራኤል）とはエチオピアに住むユダヤ人の呼称。エチオピアの非ユダヤ人からはファラシャと呼ばれるが、ゲエズ語では「流浪民」・「異邦人」の意味で、ベタ・イスラエルからはファラシャという呼称は「侮蔑的である」として忌避される。
エチオピア国内のベタ・イスラエルの85%以上にあたる110,700人以上の人々が帰還法によってイスラエルに移住した。帰還法は、ユダヤ人を両親や祖父母に持ち、或いはユダヤ人の子孫である者はイスラエルに居住でき市民権を得られる、という法律である。イスラエル政府は1984年のモーゼ作戦や1991年のソロモン作戦などを実施し、内戦下のエチオピアで飢餓やデルグ政権下の中央革命捜査局による迫害に苦しんでいたベタ・イスラエルをイスラエル国内に移住させた。ベタ・イスラエルのイスラエルへの移住は少数ながら現在でも続いている。
キリスト教に改宗したベタ・イスラエルの集団はファラシャ・ムラとも呼ばれるが、ユダヤ教に戻りハラーハーに従っている者もいる。
2015年時点で、イスラエルには約13万5000人のエチオピア系市民がいる。しかし、彼らは日常的に差別や暴力を受けている。エチオピア系兵士が警察官2人から暴行される様子が撮影されたビデオが公開されたことをきっかけに、2015年5月3日、大規模なデモが発生した。